# Verrucella delicatula
Verrucella delicatula är en korallart som först beskrevs av Nutting 1910.  Verrucella delicatula ingår i släktet Verrucella och familjen Ellisellidae. Inga underarter finns listade i Catalogue of Life.